# John Saville
John Saville (Morton, en Gainsborough, 2 de abril de 1916 – 13 de junio de 2009) fue un historiador greco-británico de orientación marxista, asociado a la Universidad de Hull. Se le considera una autoridad en la historia del sindicalismo de la segunda mitad del siglo XX. Su principal obra es el extenso Dictionary of Labour Biography, en varios volúmenes, en colaboración con otros historiadores.

## Vida y carrera
Saville nació de madre inglesa y padre griego, que le pusieron el nombre de Orestis Stamatopoulos. Su padre murió siendo aún un niño; y en 1937 (mediante el procedimiento legal deed poll) cambió su nombre por el de John Saville, tomando el apellido del segundo marido de su madre. Pasó su infancia en Romford. 
Obtuvo una beca en la Royal Liberty School de Londres y estudió en la London School of Economics, donde se afilió al Communist Party of Great Britain ("Partido Comunista de Gran Bretaña", CPGB). Durante la II Guerra mundial prestó servicio militar en los puerto de Liverpool y en la India. Fue miembro activo del CPGB hasta 1956, año en el que se implicó profundamente en la crisis del partido tras la invasión soviética de Hungría, convirtiéndose en uno de los impulsores del grupo de disidentes marxistas New Reasoner.
En 1973 Saville se convierte en profesor de historia económica de la Universidad de Hull, en la que ya venía ejerciendo la docencia desde 1947. Fue editor, junto con Ralph Miliband, de la revista Socialist Register; y desde 1972 del Dictionary of Labour Biography, amplia obra en diez volúmenes.
Su esposa, Constance, murió en 2007. Tuvo cuatro hijos (tres de ellos varones) y dos nietos (ambas niñas).
Entre sus colegas y amistades estuvieron Stuart Hall, Philip Larkin, Doris Lessing, Ralph Miliband, Sir John Pratt, Raphael Samuel y E.P. Thompson; además de John Griffith, que en realidad era un agente encubierto del MI5.

## Obras
- Ernest Jones, Chartist: Selections from the Writings and Speeches of Ernest Jones (1952) editor
- Democracy and the Labour Movement: Essays in Honour of Dona Torr (1954) editor
- Rural Depopulation in England and Wales, 1851–1951 (1957)
- The Age of Improvement 1783–1867 (1964) editor with Asa Briggs
- The Red Republican & The Friend of the People: A Facsimile Reprint (1966, 2 volumes) editor
- Essays in Labour History 1886–1923 (1967) editor with Asa Briggs, and later volumes
- A Selection of the Political Pamphlets of Charles Bradlaugh (1970) editor
- Selection of the Social and Political Pamphlets of Annie Besant (1970), editor
- Dictionary of Labour Biography (from 1972, ten volumes) editor with Joyce M. Bellamy, David E. Martin
- Marxism and History (1974) Inaugural Lecture, University of Hull, 6 November 1973
- Working Conditions in the Victorian Age: Debates on the Issue from 19th Century Critical Journals (1973)
- Marxism and Politics (1977) editor with Ralph Miliband, Marcel Liebman, Leo Panitch
- Ideology and the Labour Movement: Essays Presented to John Saville (1979) David Rubinstein
- Nottinghamshire Labour Movement, 1880–1939 (1985) with Peter Wyncoll
- 1848: The British State and the Chartist Movement (1987)
- The Labour Movement in Britain (1988)
- The Labour Archive at the University of Hull (1989)
- The Politics of Continuity: British Foreign Policy and the Labour Government, 1945–46 (1993)
- The Consolidation of the Capitalist State, 1800–1850 (1994)
- Memoirs from the Left (2002)